# (82158) 2001 FP185

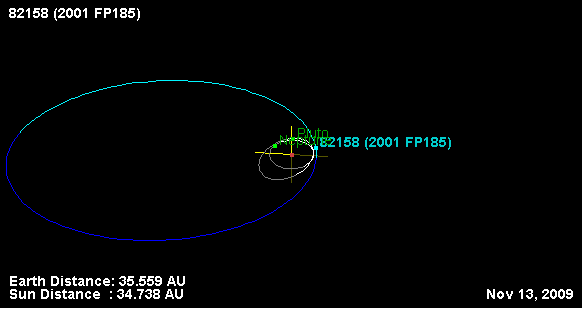
Orbite de (82158) 2001 FP_{185}

(82158) 2001 FP185 est un objet épars du nuage intérieur de Oort. Il a un diamètre compris entre 310 et 365 km, calculé sur la base des observations du télescope spatial Herschel, de magnitude absolue variant selon les sources de 6,16 à 6,4. Il ne reflète que 5 % de la radiation incidente sur la surface, découvert le 26 mars 2001 et découverte annoncée le 24 juin 2001. Il a une orbite très elliptique, avec un périhélie de 34,2 UA et un aphélie à plus de 400 UA.